# Sarita Colonia
 (août 2016).
Pour les articles homonymes, voir Colonia (homonymie).
Sarita Colonia Zambrano, née le 1er mars 1914 dans le hameau de Belén à Huaraz (Ancash, Pérou) et morte le 20 décembre 1940, dans le district de Callao, est une jeune péruvienne à qui on attribue la capacité de réaliser des miracles. 
Après sa mort, elle jouit d'une grande popularité parmi les classes sociales les plus populaires. Néanmoins, son culte n'est pas reconnu par l'Église catholique.

## Biographie
Sarita Colonia est née dans une famille pauvre de la région d'Ancash où elle était l'aînée d'une fratrie composée de un frère et deux soeures (Hipólito, Esther et Rosa). Son père, Amadeo Colonia était charpentier et sa mère, Rosalía Sambrano, était maîtresse de maison. À cause de leur situation économique , ils ont été obligés d'émigrer à Lima, capitale du Pérou, dans le district populaire de Barrios Altos pendant quatre ans. Cette période est très importante car Sarita a été scolarisée dans une école publique nommée Teresita de Mavillac où son intérêt religieux a commencé. L’état de santé de sa mère qui souffrait déjà de bronchite s'aggrave à cause du climat humide de la ville. La famille retourne finalement à Ancash où Sarita abandonne l'école pour travailler dans une boulangerie.
Deux ans après la mort de sa mère, en 1930, à l'âge de 16 ans, elle décide d'aider son père pour soutenir sa famille en partant à Lima avec sa sœur Rosa. Elle travaille pendant trois ans comme femme de ménage dans une famille Italienne au port de Callao puis, en 1933, commence à aider sa tante à vendre des poissons au marché central du district. Le 20 décembre 1940, elle meurt, selon les registres cliniques, de paludisme mais selon ses frères d'une dose excessive d'huile de ricin.

### Début de sa popularité
Sa popularité débute à l'époque où Sarita à 16 ans et qu'elle aide sa tante à vendre des poissons au marché. Sa gentillesse, sa générosité et son humilité attirent l'attention des gens. Selon les témoignages de ses sœurs Rose et Esther, la pauvreté de Sarita n’est pas un obstacle pour aider les gens les plus défavorisés. Elle donne des vêtements et de la nourriture aux pauvres et il y a même des fois où elle ne mange pas car elle offre son repas aux autres en incitant ses frères et sœurs à faire la même chose.

## Culte et expansion des croyants
Après sa mort le 20 décembre en 1940, à l'âge de 26 ans à l’hôpital de Bellavista, son père, n'ayant pas les moyens de payer des funérailles, l'enterre dans la fosse commune du cimetière « Baquíjano » dans le district de Callao. En 1941, il laisse une croix et une photographie avec le nom de sa fille. Grâce à cela les gens qui connaissent la défunte commencent à lui laisser des fleurs et à prier pour elle en disant qu'elle réalise des miracles. La dévotion des fidèles commence alors à augmenter et de plus en plus de personnes vont visiter sa tombe. Elles se réunissent tous les dimanches pour prier et ils réussissent à réunir suffisamment d'argent pour construire un petit mausolée. 
Quelques années plus tard, le cimetière a voulu réaliser un projet d’agrandissement mais à cause de l'importante opposition des croyants celui-ci n'a pas été effectué. 

## Les miracles
Les premiers miracles de Sarita ont été réalisés quand elle était enfant. L'histoire raconte qu'un jour, sur la place d'armes à Huaraz, un commissaire se baladait avec le cadavre récent d'un dangereux délinquant qui avait été très recherché dans la région. Cela attira l'attention des villageois et aussi de la petite fille. Elle s'approcha de lui et lui dit : « Vous n’êtes plus en vous. Il n'y a personne derrière vos yeux. Je ne vous vois plus, monsieur le commissaire ».
Selon la légende ceci s'est produit le sept juillet, le septième mois de l'année. Sept jours plus tard, à dix neuf heures, le commissaire est retrouvé mort sur la même place d'armes. Cette anecdote est seulement un exemple des légendes sur Sarita. On ne peut pas être sûr que celles-ci soient vraies.

## Les dévotions
Actuellement, Sarita n'est pas seulement devenue une sainte mais aussi une icône importante pour les plus pauvres, les prostituées et les délinquants... On l'appelle la patrona, en français patronnesse. Elle est devenue une image si influente que sa popularité a dépassé les frontières. On trouve des fidèles dans toute l'Amérique Latine, au Mexique et aux États-Unis.
Le 1er mars (jour de sa naissance) et le 20 décembre (jour de son décès) sont fêtés par ses adorateurs.